# Vapor Anicota
Vapor Anicota foi um navio, da Armada Imperial Brasileira, transformado em hospital flutuante em 1868, durante a Guerra do Paraguai, bem como os navios Cidade de Olinda, o D. Francisca e o vapor Eponina, que transportaram um grande número de feridos brasileiros vindos do Paraguai.